# WARNING!!ダライアスさん
『WARNING!!ダライアスさん』は、藤丸あおによってアーケードゲーム専門誌月刊アルカディアで連載された日本の4コマ漫画作品で、コンピューターゲーム『ダライアス』シリーズを元ネタとしている。

## 概要
作品内容は『ダライアスバースト アナザークロニクル』を基にしたネタで構成され、同ゲーム登場のキャラクターを題材に擬人化した人物達が登場する。タイトーサウンドチームZUNTATAをモデルにしたキャラクターもおり、公式的に創作されている。
2012年11月号に読み切り掲載した後、2013年1月号から連載が開始された後、2013年10月号にて第１部完結、2013年11月15日に単行本がエンターブレインから発売された。

## 登場人物
ばーすとさん　
主人公の一人。『ダライアスバースト』の主人公Ti2が元ネタの幼女キャラクター。様々なダライアスのネタに絡んだ機能を搭載し、G.T.のぬいぐるみを持ち歩く。『ダライアスII』の音声の「ツナサシミー」か言えない。
里伊賀くん　
もう一人の主人公。ゲーセンのバイトメガネ店員。ネーミングモデルはダライアスバーストのリーガ・プラティカ。
ずんたさん　
里伊賀くんのアパートの大家で、タイトーサウンドチームZUNTATAがモデルの女性。
外伝姉さん　
元ネタが『ダライアス外伝』と、その2プレイヤーであるアンナ・シュタイナーモデルの眼鏡女性で、ゴールデンオーガのリュックを背負う。ジェネシスさんとよく痴話喧嘩をしている。
初代さん　
『ダライアス』を元ネタとした、金髪のグラマラスな女性。グラビア写真集を出しており、それを見た里伊賀が鼻血を噴きだした。性格は陽気かつ穏健な方。
ジェネシス（G）さん　
『Gダライアス』を元ネタとするばーすとさんと同年代くらいのゴスロリ幼女。髪型などが「G」２Ｐパイロットのルティア・フィーンを思わせる外見。外伝姉さん曰く「悪魔（A/N）っ子で好かれても嫌われても地獄」とのこと。
ジ・エンブリオン
『Gダライアス』の中核ボスがモデルのキャラ。「宇宙の監視者」を自称する。
フォスル一族
ダライアスシリーズの顔でもあるフォスルシリーズモデルで。アイアンフォスル、クイーンフォスル、ファイアーフォスル、キングフォスルの4人の女性。
デュアルスピン
『ダライアスバーストアナザークロニクル』登場ボスのデュアルスピンがモデルの姉妹。姉はミラージュキャッスルで、妹はファントムキャッスル。
ダークヘリオス
『ダライアスバースト』に登場するダークヘリオスモチーフの少女。正体はマジカル☆サイバリオン。
モブキャラ
一部、「G」ダライアスのサムラック・ライダ（１Pパイロット）をモデルとしたようなモブキャラが登場している。